# Capilla de Nuestra Señora de los Dolores y San José (El Retiro)
La Parroquia San José es un templo colombiano de culto católico, dedicada bajo la advocación de San José, está localizada en el municipio de El Retiro (Antioquia), aproximadamente a 300 m de la cabecera Municipal, y pertenece a la jurisdicción eclesiástica de la Diócesis de Sonsón-Rionegro.
La edificación, de estilo colonial, data de 1733 cuando los esposos Ignacio Castañeda y Javiera Londoño mandaron a construir una capilla con techo de paja y entronizaron las imágenes de San José y La Dolorosa. La Ermita fue adornada con valiosas joyas, más tarde fue reformada por sus fundadores. Originalmente fue construida por los esclavos con adobe cocido y pegado con argamasa (arena, cal y sangre de novillo). Luego, es donada por Javiera Londoño para el culto de los esclavos de la época a Nuestra Señora de Los Dolores y a San José.
La capilla fue restaurada luego del terremoto de 1942. Tiene dos colecciones de cuadros en Arte Quiteño y español, entre los que se destacan el Cristo de La Justicia (El Cielo, El Infierno y El Purgatorio). De lunes a viernes se celebra la misa a las 5:00 p. m., los sábados a las 7:00 p. m. y los domingos a las 3:00 p. m. fue Declarada Monumento Histórico del Municipio, y además es considerada museo de arte religioso.
La diócesis erigió esta capilla como Parroquia San José, mediante el decreto 017 del 19 de marzo de 2021, en la Solemnidad de San José, desmembrándola de la parroquia Nuestra Señora del Rosario y constituyéndola como la parroquia número 72 del territorio eclesial, nombrando como su primer párroco al padre Yeisson Duván Aristizábal González. 
Esta nueva parroquia quedó conformada por 15 sectores y una población estimada de 5000 personas, con los siguientes límites:
Por el norte: con los sectores La María y la cañada de las Flores
Por el Oriente: con el sector Pinares
Por el Sur: con los sectores Altico, guanteros y bicentenario.
Poe el sur Occidente: con los sectores Martín Pescador, cerro de la cruz y San Rafael.